# وزارة التضامن الوطني والأسرة وقضايا المرأة (الجزائر)
وزارة التضامن الوطني والاسرة وقضايا المرأةالجزائرية، هي الفرع الوزاري في الحكومة الجزائرية التضامن الوطني والأسرة وقضايا المرأة.

## قائمة الوزراء
| الترتيب | الصورة | الاسم (الميلاد- الوفاة) | تاريخ العهدة  | تاريخ العهدة    | الحكومة                                                                      | ملاحظات                        |
| ------- | ------ | ----------------------- | ------------- | --------------- | ---------------------------------------------------------------------------- | ------------------------------ |
| 1       |        | السعيد بركات (1948-)    | 28 مايو 2010  | 4 سبتمبر 2012   | حكومة أويحيى التاسعة                                                         | (السن عند تولي المنصب: 62 سنةً) |
| 1       |        | سعاد بن جاب الله (-)    | 4 سبتمبر 2012 | 5 مايو 2014     | حكومة سلال الأولى حكومة سلال الثانية                                         | (السن عند تولي المنصب: )       |
| 1       |        | مونية مسلم (1961 -)     | 5 مايو 2014   | 25 ماي 2017     | حكومة سلال الثالثة حكومة سلال الرابعة حكومة سلال الخامسة                     | (السن عند تولي المنصب: 53 سنةً) |
| 1       |        | غنية الدالية (1963 -)   | 25 ماي 2017   | 2 يناير 2020    | حكومة تبون حكومة أويحيى العاشرة حكومة بدوي                                   | (السن عند تولي المنصب: 54 سنةً) |
| 2       |        | كوثر كريكو (1982 -)     | 2 يناير 2020  | مازال في المنصب | حكومة جراد الأولى حكومة جراد الثانية حكومة جراد الثالثة حكومة بن عبد الرحمان | (السن عند تولي المنصب: 38 سنةً) |

## وصلات خارجية
- الموقع الرسمي لوزارة التضامن الوطني والاسرة وقضايا المرأة